# ثقافة لونغشان
ثقافة لونغشان (بالصينية: 龍山文化) هي ثقافة تعود إلى أواخر العصر الحجري الحديث وجدت في الصين، وتمركزت حول النهر الأصفر الأوسط والسفلي منذ عام 3,000 إلى 2,000 ق.م. تُنسَب ثقافة لونغشان إلى بلدة لونغشان الصينية (يعني اسمها «جبل التنين») الواقعة حالياً في شرق منطقة مدينة جينان الإدارية بولاية شاندونغ شرق الصين، حيث عثر على أول البقايا (عام 1928) وأول موقع أثري (عام 1930 و1931) لثقافة لونغشان، وذلك في موقع تشنغزويا.

## التاريخ
كان أحد أهمّ مميزات ثقافة لونغشان التي تشتهر بها مهارة شعبها العالية في صناعة الفخار، واستعمال عجلات الفخار. وقد كان أحد آثارها الفريدة فخارها الأسود الصقيل ذي الجدران الرقيقة، المُسمَّى «فخار صدفة البيضة»، وقد اكتشف فخار مثيل له أيضاً في وادي نهر يانغتسي بعيداً جنوباً حتى سواحل الصين الجنوبية الحدودية. ومن الواضح أن ثقافات لونغشان الزراعية المماثلة قد انتشرت في كافَّة أنحاء الصين القديمة خلال الحقبة نفسها.
مثَّلت الحياة في ظلّ ثقافة لونغشان مرحلة انتقالية بين حياة الصيد وبدء تأسيس المدنيات، حيث بدأت آثار جدران التربة المدكوكة والخنادق المائية بالظهور، ويعدُّ موقع «تاوسي» أكبر مستوطنة مسوَّرة بهذا الشكل من عهد ثقافة لونغشان. كانت زراعة الأرز قد ظهرت بقوَّة بحلول حقبة لونغشان، كما تشكَّلت صناعة محدودة للحرير باستئناس دودة القز خلال المراحل المبكرة من إنتاج الحرير.

## الهوامش
1. ↑  Fairbank, 32.
2. 1 2  Fairbank, 33.